# Digonogastra schrottkyii
Digonogastra schrottkyii is een vliesvleugelig insect (orde Hymenoptera) uit de familie van de schildwespen (Braconidae). De wetenschappelijke naam van de soort werd in 1905 als Iphiaulax schrottkyii gepubliceerd door Peter Cameron. De soort werd verzameld in het Amazonegebied.